# Anogelia
Anogelia är ett släkte av skalbaggar. Anogelia ingår i familjen Dryophthoridae.
Kladogram enligt Catalogue of Life:
| Anogelia | \| \| Anogelia cylindricollis \| \| \| \| |
|          | \| \| Anogelia cylindricollis \| \| \| \| |
|          | Anogelia cylindricollis                   |
|          |                                           |